# Ваді-Фіра
Регіон Ваді-Фіра (фр. région du Wadi Fira, араб. منطقة وادي فيرا трансліт. minṭaqâtu Wādī Fīrā ) — один з 22 регіонів, на які розподіляється Чад. Регіон був створений в 2002 році на місці колишньої префектури Більтин.
Ваді-Фіра розташована на сході середньої частини країни; на сході вона межує з Суданом, на півночі — з регіонами Еннеді і Борку, на заході з регіоном Батха, на півдні з регіоном Вадаї. Східний кордон Ваді-Фіра є також державним кордоном між Чадом і Судан ом (штат Західний Дарфур).
Населення регіону складається переважно з чадських арабів і народу маба, також присутні кілька менших етнічних груп.
Регіон розділяється на три департаменти, які, в свою чергу, поділяються на 13 супрефектур.
| Департамент | Центр   | Супрефектури                   |
| ----------- | ------- | ------------------------------ |
| Більтин     | Більтин | Ам-Зоер, Арада, Більтин, Мата  |
| Дар-Тама    | Гереда  | Гереда, Колонга, Сірім-Бірке   |
| Кобе        | Іріба   | Іріба, Матаджана, Тіне-Джараба |